# Іліяш (громада)
Іліяш (хорв. і босн. Opština Ilijaš, серб. Општина Илијаш) — боснійська громада, розташована в Сараєвському кантоні Федерації Боснії і Герцеговини. Адміністративним центром є місто Іліяш. 
У межах території громади розтовашовані печери Біямбаре.
| Боснія і Герцеговина | Це незавершена стаття з географії Боснії і Герцеговини. Ви можете допомогти проєкту, виправивши або дописавши її. |